# رافا سوزا
رافا سوزا هو لاعب كرة قدم برتغالي، ولد في 25 يونيو 1988 في Cete, Portugal ‏ في البرتغال. شارك مع منتخب البرتغال تحت 21 سنة لكرة القدم. أما مع النوادي، فقد لعب مع موريرينسي وناسيونال ماديرا.

## وصلات خارجية
- رافا سوزا على موقع قاعدة بيانات كرة القدم.إي يو (الإنجليزية)
- رافا سوزا على موقع Soccerway.com (الإنجليزية)
- رافا سوزا على موقع عالم كرة القدم.نت (الإنجليزية)
- رافا سوزا على موقع AS.com (الإسبانية)